# Петрос Манос
Петрос Манос (на гръцки: Πέτρος Μάνος), известен като капитан Вергас (Καπετάν Βέργας), е гръцки офицер и революционер, деец на Гръцката въоръжена пропаганда в Македония от началото на XX век.

## Биография
Роден е в критския град Ханя, тогава в Османската империя. Брат му Константинос Манос наследява Димитриос Калапотакис като шеф на гръцкия Македонски комитет. Петрос влиза в гръцката армия и получава чин майор (епилархос).
По време на гръцката въоръжена пропаганда от 1905 води андартска чета от 45 души в Костурско, Западна Македония. Сътрудничи си предимно с капитан Георгиос Катехакис, както и с капитаните Христос Аргиракос, Христо Чаушев и други.
На 21 април 1905 година участва в голямата битка на Мурик заедно с Йоанис Пулакас с турски части.
Според Георгиос Панайотидис, учител в Цотилската гимназия, пишещ в 1910 година, обединената чета на капитаните Мальос и Вергас, заедно с тези на Лицас, Закас, Лахтарас и Делиянакис участва в Битката при Осничани на 7 май 1906 година.
По-късно действа срещу румънската пропаганда в Гревенско и Населишко.
Дъщеря му Аспасия Манос (1896 – 1972) е жена на крал Александрос I.